# Francis Henry Sandbach
Francis Henry Sandbach, Rufname Harry (* 23. Februar 1903 in Edgbaston, Birmingham; † 18. September 1991 in Cambridge) war ein britischer Klassischer Philologe.

## Leben
Sandbach war der ältere Sohn von Francis Edward Sandbach (1874–1946), einem lecturer und späteren Professor für Deutsche Sprache und Literatur an der Universität Birmingham, und seiner Frau Ethel Bywater (1874–1949), einer Lehrerin. Von 1914 bis 1921 besuchte er die King Edward’s School in Birmingham. Seine Erziehung war agnostisch geprägt, die zentralen Lehren des Christentums konnte er seit seiner Schulzeit nicht mehr akzeptieren.
1920 erhielt er ein Stipendium für ein Studium der Klassischen Philologie am Trinity College der University of Cambridge, an dem er mit nur wenigen Unterbrechungen bis zu seinem Tod bleiben sollte. Er erreichte first class honours im classical tripos, erhielt das Browne und das Craven Stipendium, die erste Medaille des Kanzlers in Klassischer Philologie und das Charles Oldham Stipendium. 1927 erhielt er eine research fellowship am Trinity College für eine Dissertation über Plutarch. Von 1926 bis 1928 hatte er eine Stelle als assistant lecturer an der Universität Manchester.
Von 1929 an hatte Sandbach Stellen als college und university lecturer in Classics inne, 1951 wurde er zum Brereton reader ernannt und 1967 erhielt er eine außerordentliche Professur in Classics. Von 1939 bis 1943 blieb Sandbach in Cambridge; neben der Lehre versah er dort verschiedene Aufgaben im Luft- und Heimatschutz. Von 1943 bis 1945 arbeitete er in der topographischen Abteilung der Admiralität in Oxford. Von 1945 an war er Tutor im Trinity College, von 1953 bis 1956 Senior Tutor.
Seit 1968 war Sandbach Fellow der British Academy, 1977 wurde er in die Kungliga Vetenskaps- och Vitterhetssamhället i Göteborg aufgenommen.
Sandbach war seit dem 9. Juli 1932 mit Mary Warburton Mathews (1901–1990), einer Spezialistin für schwedische Sprache und Literatur und Strindberg-Übersetzerin, verheiratet. Aus der Ehe gingen eine Tochter (* 1940) und ein Sohn (* 1943) hervor.

## Forschungsschwerpunkte
Sandbach arbeitete zunächst zu Plutarch und trug zur Loeb Edition des Autors bei. Sein Hauptwerk galt jedoch dem griechischen Komödiendichter Menander. 1959 übernahm er im Auftrag der Clarendon Press einen von Arnold Wycombe Gomme begonnenen Kommentar zu diesem auf Papyri wiederentdeckten hellenistischen Bühnenautor und veröffentlichte diesen etwa 14 Jahre später beinahe zeitgleich mit seiner eigenen Gesamtausgabe der Fragmente Menanders. Aus der Arbeit an Plutarch ging ein Interesse an den Stoikern hervor, das zu zwei Monographien führte, aus der Arbeit an Menander ein Buch zur antiken Komödie. Ein Interesse an Vergil war während seiner Zeit in Manchester von R. S. Conway gefördert worden.

## Schriften (Auswahl)
- Plutarchi Moralia, Volume IX: Table-Talk, Books 7–9. Dialogue on Love. Translated by Edwin L. Minar, Jr., F. H. Sandbach, W. C. Helmbold. Harvard UP, Cambridge MA 1961 (Loeb Classical Library 425)
- Plutarchi Moralia, Volume XI: On the Malice of Herodotus. Causes of Natural Phenomena. Translated by Lionel Pearson, F. H. Sandbach. Harvard UP, Cambridge, Mass. 1965 (Loeb Classical Library 426)
- Plutarchi Moralia, Volume XV: Fragments. Translated by F. H. Sandbach. Harvard UP, Cambridge MA 1969 (Loeb Classical Library 429)
- Menandri Reliquiae Selectae. Oxford UP, Oxford 1972 (Oxford Classical Texts); updated edition 1990.
- und Arnold Wycombe Gomme: Menander. A Commentary. Oxford UP, Oxford 1973.
- The Stoics. Chatto and Windus, London 1975.
- The Comic Theatre of Greece and Rome. Chatto and Windus, London 1977.
- Aristotle and the Stoics. Cambridge Philological Society, Cambridge 1985. – Rezension von Brad Inwood. In: The Philosophical Review, 1986, 95.3, S. 470–473; jstor.org